# Zentraler Omnibusbahnhof München
A Zentraler Omnibusbahnhof München egy távolsági autóbusz-állomás Németországban, a bajor fővárosban, Münchenben. Egyike Németország legmodernebb buszállomásainak.

## Kritika
A buszmegállók felett található helyiségeket évekig kritizálták, mivel kezdetben nem voltak vonzóak a bérlők számára. A buszpályaudvar megnyitásakor a 17 bérelhető helyiségből csak hatot tudtak bérbe adni. 2011-ben a tervezett 8-10 ezer fővel szemben alacsony, mindössze 1500 fős napi ügyfélfrekvencia miatt több bérlő csökkentette a projektet fejlesztő Hochtiefnek fizetett összegeket, mire a Hochtief pert indított. 2013-ban a München I. kerületi bíróság első fokon az egyik bérlő javára döntött.
A németországi távolsági buszok piacának deregulációja 2013 elejétől a ZOB kihasználtságának jelentős javulását eredményezte. 2013-ban a 2010-es napi 80 buszról napi 135-re nőtt az átlagos érkezés és indulás. A buszpályaudvar megnyitásakor évi 42 000 busszal, azaz átlagosan napi 115 busszal számoltak.

## Nevezetességek a közelben
- München Hauptbahnhof
- Hackerbrücke

## S-Bahn vonalak
A buszállomást az ún. Stammstrecke, a müncheni S-Bahn törzsvonala érinti, így kiváló átszállási lehetőség van a belváros, a repülőtér vagy a környező települések irányába.
| Járat | Útvonal | Gyakoriság                                |
| ----- | --- | ----------------------------------------- |
| S1    | Freising – Pulling – Neufahrn / Flughafen München – Flughafen Besucherpark – Neufahrn – Eching – Lohhof – Unterschleißheim – Oberschleißheim – Feldmoching – Fasanerie – Moosach – Laim – Hirschgarten – Donnersbergerbrücke – Hackerbrücke – Hauptbahnhof – Karlsplatz (Stachus) – Marienplatz – Isartor – Rosenheimer Platz – Ostbahnhof | 20 percenként                             |
| S2    | Petershausen – Vierkirchen-Esterhofen – Röhrmoos – Hebertshausen – Dachau / Altomünster – Kleinberghofen – Erdweg – Arnbach – Markt Indersdorf – Niederroth – Schwabhausen – Bachern – Dachau Stadt – Dachau – Karlsfeld – Allach – Untermenzing – Obermenzing – Laim – Hirschgarten – Donnersbergerbrücke – Bahnhof Hackerbrücke – Hauptbahnhof – Karlsplatz (Stachus) – Marienplatz – Isartor – Rosenheimer Platz – Ostbahnhof – Leuchtenbergring – Berg am Laim – Riem – Feldkirchen – Heimstetten – Grub – Poing – Markt Schwaben – Ottenhofen – St. Kolomann – Aufhausen – Altenerding – Erding | 20 percenként                             |
| S3    | Mammendorf – Malching – Maisach – Gernlinden – Esting – Olching – Gröbenzell – Lochhausen – Langwied – Pasing – Laim – Hirschgarten – Donnersbergerbrücke – Bahnhof Hackerbrücke – Hauptbahnhof – Karlsplatz (Stachus) – Marienplatz – Isartor – Rosenheimer Platz – Ostbahnhof – St.-Martin-Straße – Giesing – Fasangarten – Fasanenpark – Unterhaching – Taufkirchen – Furth – Deisenhofen – Sauerlach – Otterfing – Holzkirchen | 20 percenként                             |
| S4    | Geltendorf – Türkenfeld – Grafrath – Schöngeising – Buchenau – Fürstenfeldbruck – Eichenau – Puchheim – Aubing – Leienfelsstraße – Pasing – Laim – Hirschgarten – Donnersbergerbrücke – Bahnhof Hackerbrücke – Hauptbahnhof – Karlsplatz (Stachus) – Marienplatz – Isartor – Rosenheimer Platz – Ostbahnhof – Leuchtenbergring – Berg am Laim – Trudering – Gronsdorf – Haar – Vaterstetten – Baldham – Zorneding – Eglharting – Kirchseeon – Grafing – Grafing Stadt – Ebersberg | 20 percenként                             |
| S6    | Tutzing – Feldafing – Possenhofen – Starnberg – Starnberg Nord – Gauting – Stockdorf – Planegg – Gräfelfing – Lochham – Westkreuz – Pasing – Laim – Hirschgarten – Donnersbergerbrücke – Bahnhof Hackerbrücke – Hauptbahnhof – Karlsplatz (Stachus) – Marienplatz – Isartor – Rosenheimer Platz – Ostbahnhof (– Leuchtenbergring – Berg am Laim – Trudering – Gronsdorf – Haar – Vaterstetten – Baldham – Zorneding – Eglharting – Kirchseeon – Grafing – Grafing Stadt – Ebersberg) | 20 percenként                             |
| S7    | Wolfratshausen – Icking – Ebenhausen-Schäftlarn – Hohenschäftlarn – Baierbrunn – Buchenhain – Höllriegelskreuth – Pullach – Großhesselohe Isartalbahnhof – Solln – Siemenswerke – Mittersendling – Harras – Heimeranplatz – Donnersbergerbrücke – Bahnhof Hackerbrücke – Hauptbahnhof – Karlsplatz (Stachus) – Marienplatz – Isartor – Rosenheimer Platz – Ostbahnhof – St.-Martin-Straße – Giesing – Perlach – Neuperlach Süd – Neubiberg – Ottobrunn – Hohenbrunn – Wächterhof – Höhenkirchen-Siegertsbrunn – Dürrnhaar – Aying – Peiß – Großhelfendorf – Kreuzstraße                              | 20 percenként                             |
| S8    | Herrsching – Seefeld-Hechendorf – Steinebach – Weßling – Neugilching – Gilching-Argelsried – Geisenbrunn – Germering-Unterpfaffenhofen – Harthaus – Freiham – Neuaubing – Westkreuz – Pasing – Laim – Hirschgarten – Donnersbergerbrücke – Bahnhof Hackerbrücke – Hauptbahnhof – Karlsplatz (Stachus) – Marienplatz – Isartor – Rosenheimer Platz – Ostbahnhof – Leuchtenbergring – Daglfing – Englschalking – Johanneskirchen – Unterföhring – Ismaning – Hallbergmoos – Flughafen Besucherpark – Müncheni repülőtér                                                                                | 20 percenként (csúcsidőben 10 percenként) |

## Villamos
A közelben halad el a 16-os, a 17-es, a 18-as és a 19-es villamos vonala is.

## Képgaléria

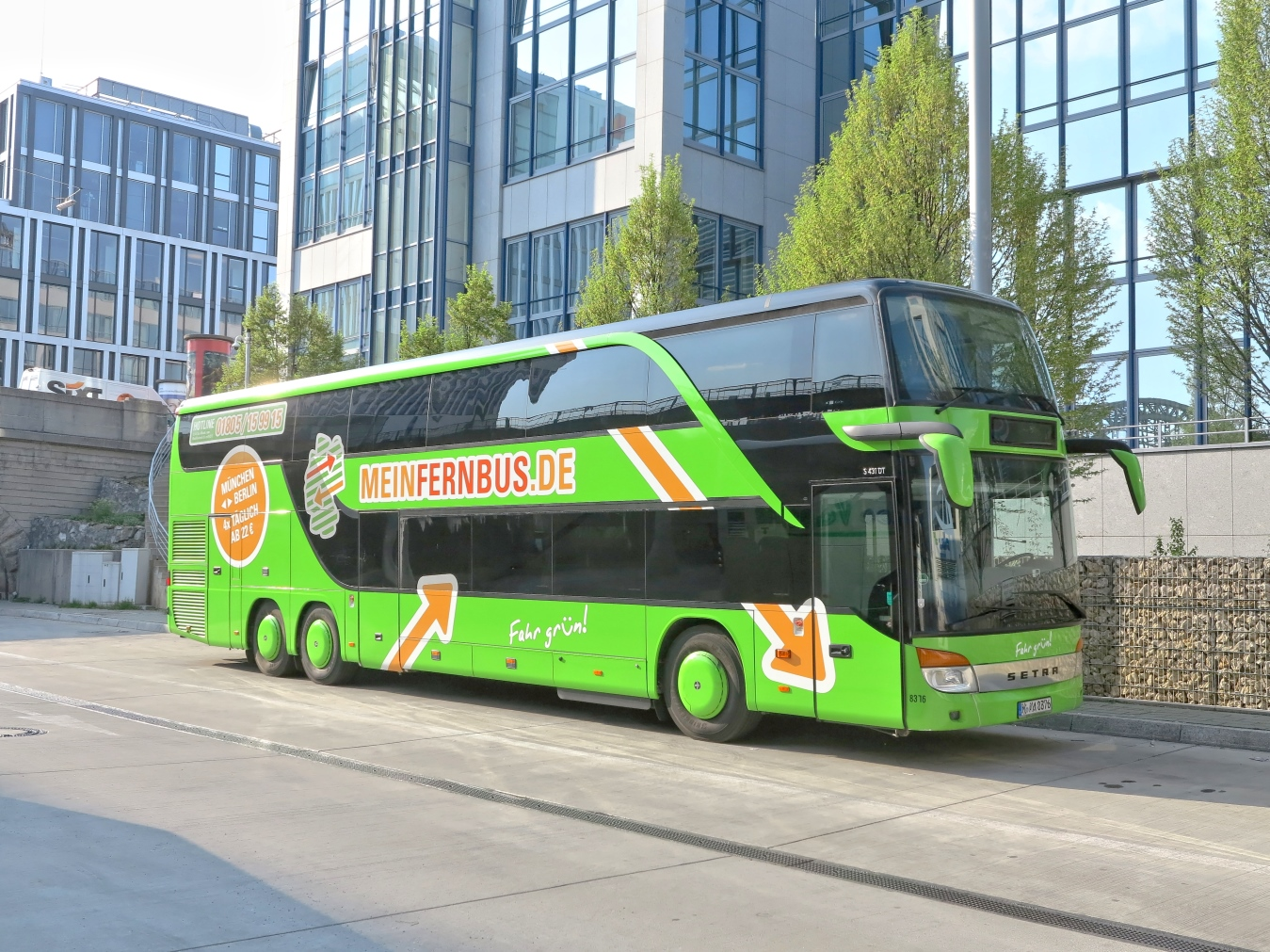
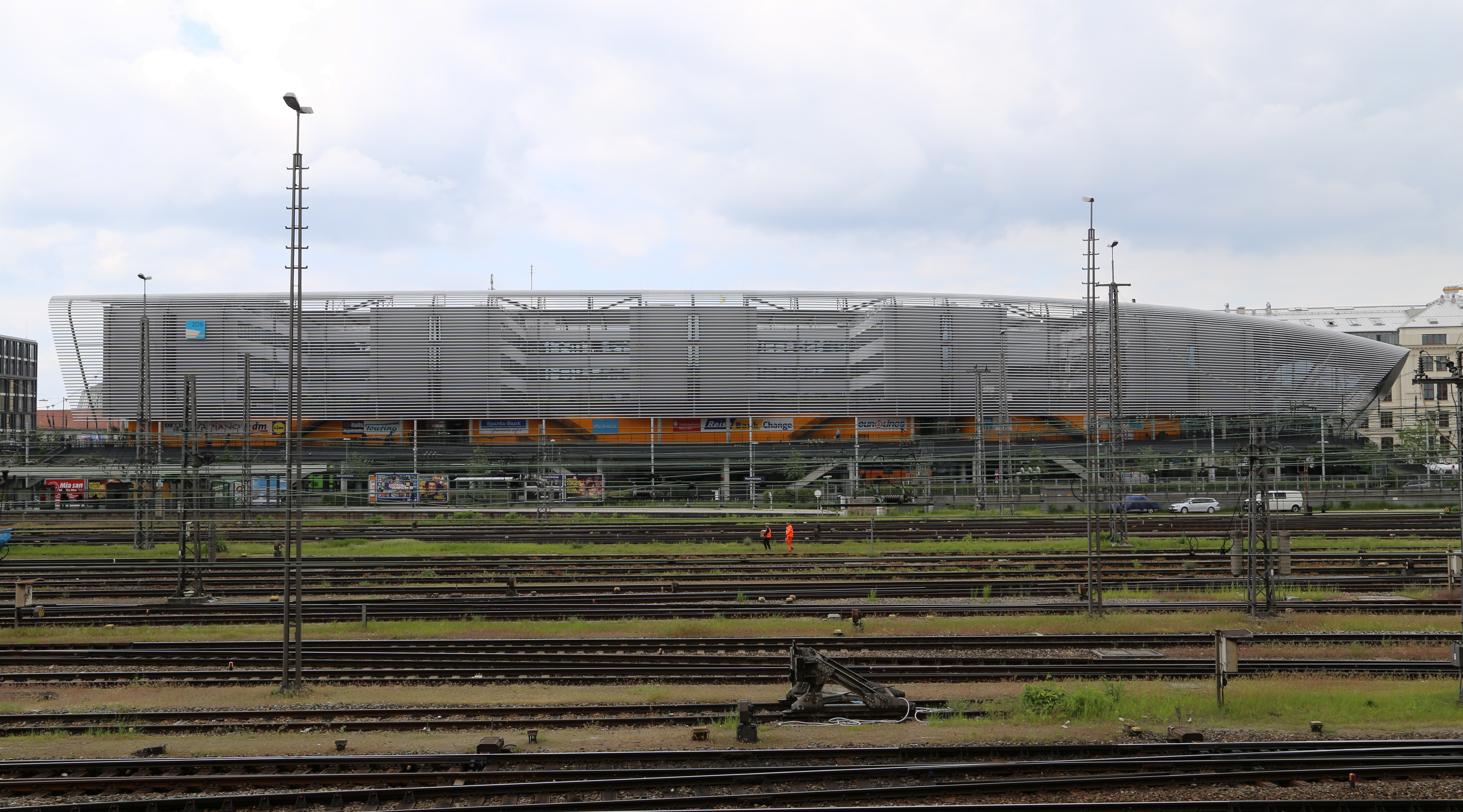
A buszállomás a vasúti vágányok felől, középen az S-Bahn állomás
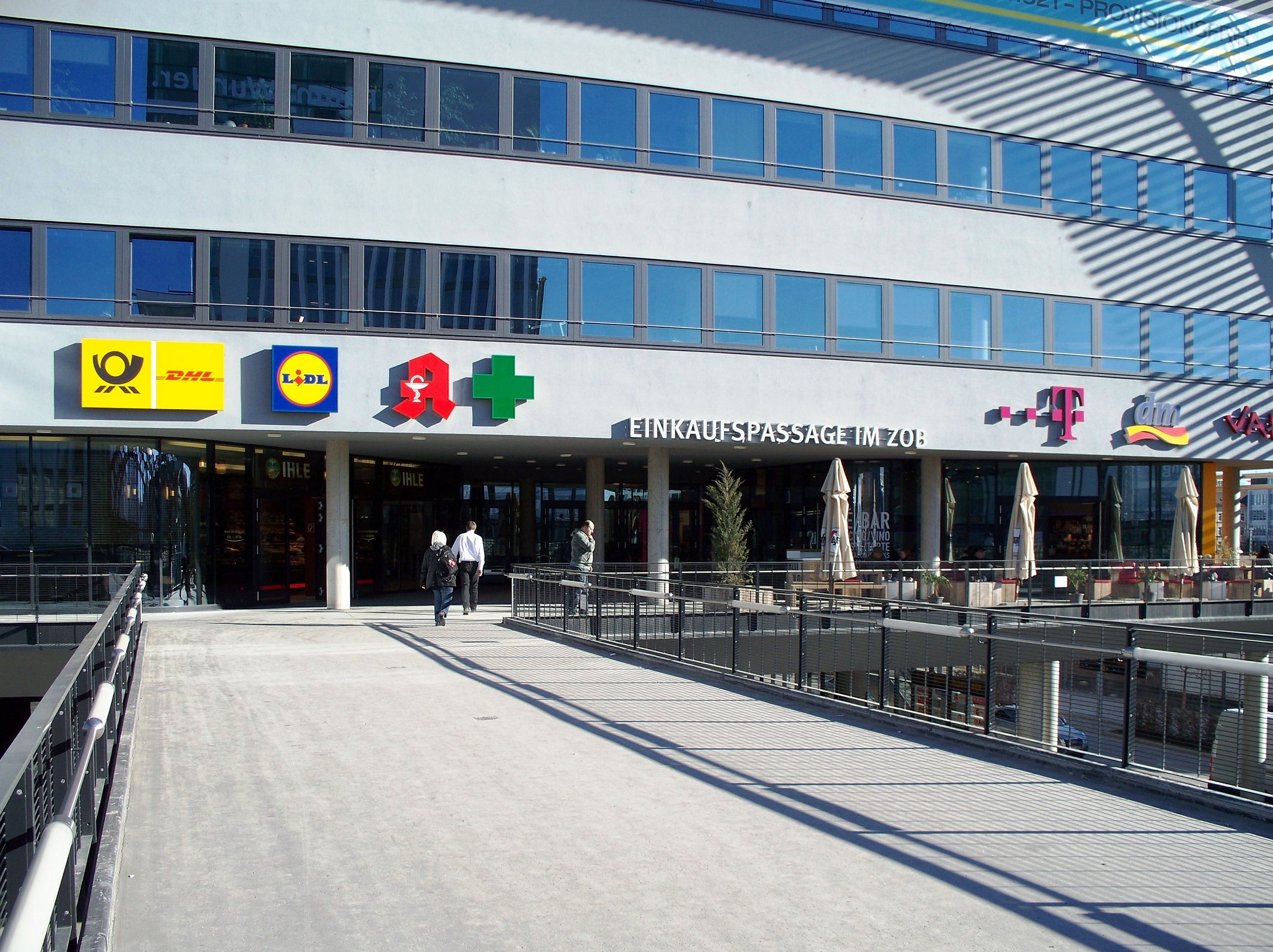
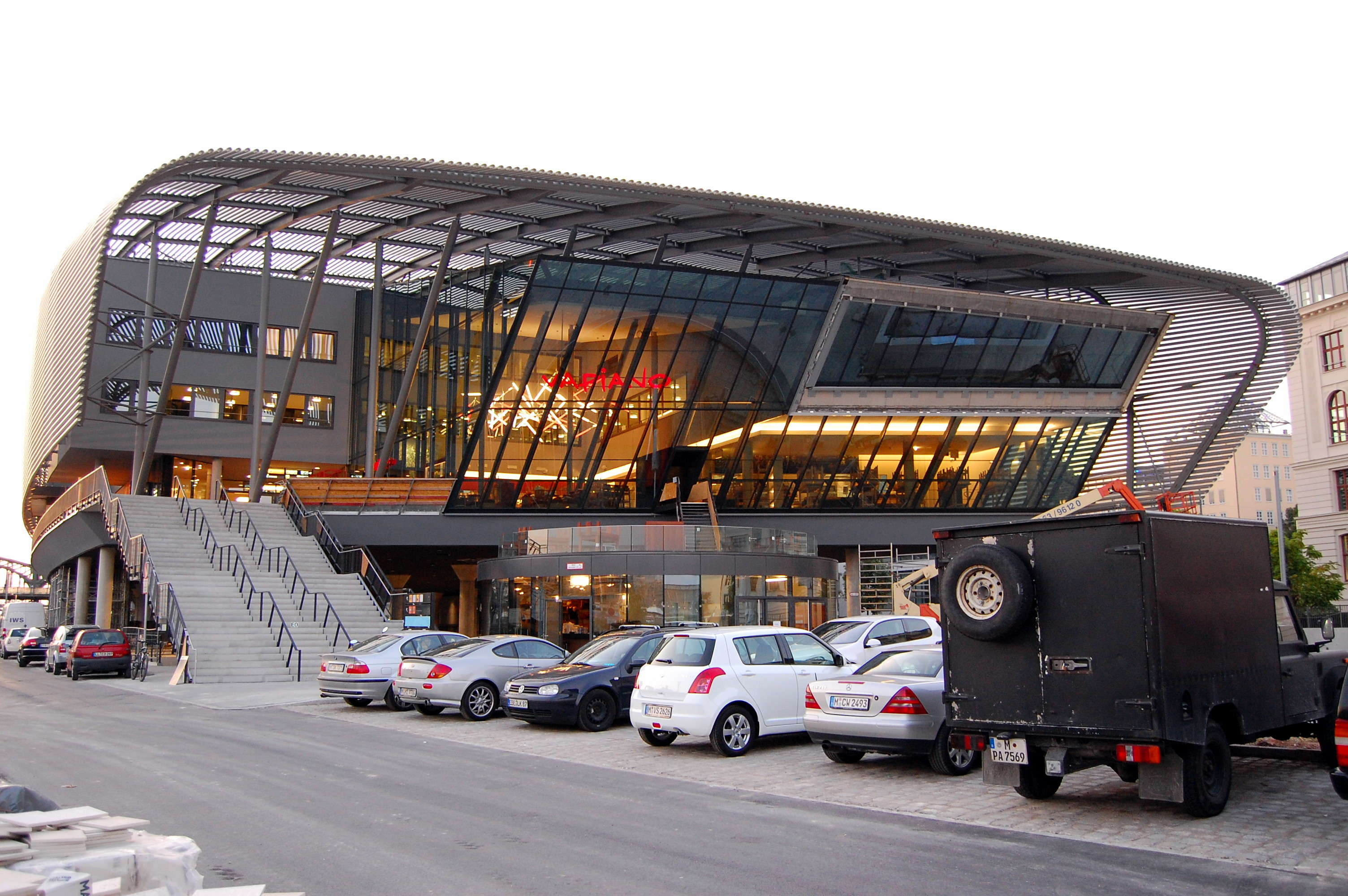